# Fiat 2401 Cansa
Il Fiat 2401 Cansa è un modello di filobus realizzato in Italia negli anni cinquanta, sostituito in seguito dal più noto Fiat 2411 Cansa.

## Caratteristiche
È un filobus lungo 10,5 metri con guida a destra, due porte a libro, prodotto dalla Fiat Veicoli Industriali nella classica livrea biverde, carrozzato dalla "Cansa" di Novara, il prototipo aveva equipaggiamento elettrico e motore OCREN mentre quelli di serie erano equipaggiati CGE, Marelli o TIBB.
Negli anni seguenti la carrozzeria ha assunto le più svariate colorazioni a seconda dell'azienda proprietaria.

## Diffusione
Il Fiat Cansa 2401 era un modello presente in varie aziende italiane.
Ancona, ATMA
- serie 17-21: 5 vetture, livrea biverde, poi rosso-crema, radiazione entro il 1987.

Avellino, SFI
- n° 06: prototipo unico esemplare, anno 1953 (acquisito nel 1965), livrea biverde, già in servizio sperimentale a Napoli (1953) e Bologna (1958).

Bologna, ATM (poi ATC)
- serie 1408-1417: 10 vetture, anno 1955, livrea biverde, poi avana-arancio, costruzione 1955, radiazione entro il 1980.[1]

Livorno, ATAM
L'allora "ATAM" acquistò alcuni filobus FIAT 2401 FM equipaggiamento Marelli tipo VAIF carrozzeria Cansa.
- serie 56-59: 4 vetture, anno 1954, livrea biverde, radiazione negli anni 1971-1972 (precedentemente uno dei quattro, negli ultimi anni di servizio filoviario, fu accantonato per recuperare pezzi di ricambio per gli altri tre).

Modena, AMCM (poi ATCM)
- serie 27-28: 2 vetture, anno 1953, livrea biverde, radiazione nel 1967. I reiterati e mai risolti problemi allo sterzo e all'impianto elettrico di trazione, il quale restituiva corrente alla linea provocando sfiammate in corrispondenza dei separatori ed eccitazione anomala degli scambi, ne fecero due vetture piuttosto invise sia ai conducenti sia alla stessa AMCM. L'Azienda decise infatti di non sprecare ulteriori risorse economiche dopo i numerosi tentativi di modifica dell'impianto elettrico già citato, senza avere mai ottenuto risultati definitivi.

Parma, AMETAG (poi AMPS, poi TEP)
La città ha inaugurato il servizio filoviario con queste vetture, equipaggiate elettricamente dalla TIBB, il 25 ottobre 1953.
- serie 001-016: 16 vetture, anno 1953-54, livrea biverde, poi bianco-gialla, radiazione 1980-1986; vettura 014 preservata come filoveicolo storico.

Rimini, ATAM
L'allora "ATAM" possedeva alcuni Fiat 2401 Cansa, equipaggiati elettricamente dalla Compagnia Generale di Elettricità, instradati sulla linea 11 (Rimini-Riccione).
- serie 1011-1015: 5 vetture, costruzione 1954-1956, livrea biverde, poi avana-arancio, radiati.

Torino, ATM
- serie 1100-1111: 12 vetture, anno 1953

## Conservazione
- La TEP (Parma), dopo la radiazione, ha accantonato la vettura n. 014, inviata poi al Museo Nazionale dei Trasporti dove è stata restaurata ed è ritornata a Parma in esposizione presso il deposito aziendale.